# Ghiacciaio Jutulstraumen
Il ghiacciaio Jutulstraumen (letteralmente, in norvegese: Flusso del gigante) è un ampio ghiacciaio lungo circa 220 km situato sulla costa della Principessa Marta, nella Terra della Regina Maud, in Antartide. Il ghiacciaio si trova in particolare nei monti Sverdrup, dove fluisce verso nord scorrendo tra la scarpata Kirwan, il massiccio Borg e la dorsale Ahlmann, nella parte occidentale della suddetta catena, fino ad andare ad alimentare la piattaforma glaciale Fimbul. Vicino alla costa, dove è particolarmente ricco di crepacci, il flusso di ghiaccio raggiunge una velocità di circa quattro metri al giorno.

## Storia
Il ghiacciaio Jutulstraumen è stato mappato per la prima volta da cartografi norvegesi grazie a fotografie aeree scattate nel corso della spedizione NBSAE (acronimo di "Spedizione antartica Norvegese-Britannico-Svedese"), 1949-52, e della sesta spedizione antartica norvegese, 1956-60, spedizione che lo ha anche battezzato con il suo attuale nome in relazione alle sue dimensioni, nelle antiche credenze norrene, infatti, Jǫtunn indicava un membro di una razza mitica di giganti dotati di forza sovrumana.